# 2405 Welch
2405 Welch је астероид. Приближан пречник астероида је 25,43 ,
а средња удаљеност астероида од Сунца износи 3,202 астрономских јединица (АЈ).
Инклинација (нагиб) орбите у односу на раван еклиптике је 2,247 степени, а орбитални период износи 2093,127 дана (5,730 година). Ексцентрицитет орбите астероида износи 0,132.
Апсолутна магнитуда астероида износи 12,09 а геометријски албедо 0,039.
Астероид је откривен 18. октобра 1963. године.